# Orso Mario Corbino
Orso Mario Corbino (Augusta, 30 de abril de 1876 — Roma, 23 de janeiro de 1937) foi um físico e político italiano.

## Biografia
Foi ministro da educação em 1921 e ministro da economia em 1921. Também foi professor em Messina (1905) e em Roma (1908). Ele é conhecido por seus estudos sobre a influência de campos magnéticos externos no movimento de elétrons em metais e descobriu o efeito Corbino. Corbino trabalhou com Damiano Macaluso onde descobriram o efeito Macaluso-Corbino, uma forte magneto-rotação do plano de polarização observada em comprimentos de onda perto de uma linha de absorção do material através do qual a luz está viajando. Como diretor do Instituto de Física foi orientador de Enrico Fermi, Edoardo Amaldi, Franco Rasetti, Emilio Segrè, Bruno Pontecorvo, Oscar D'Agostino, Ettore Majorana e Elena Freda.

## Trabalhos
- Meccanica, acustica, cosmografia (em italiano). 1. Palermo: Sandron. 1921
- Calore, ottica, elettricità e magnetismo (em italiano). 2. Palermo: Sandron. 1921